# Казимир Фелікс Бадені

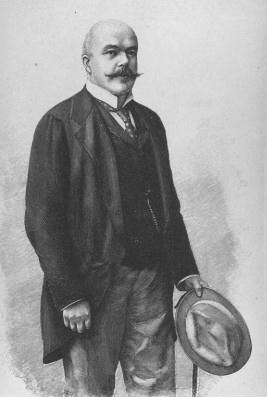
граф Казимир Фелікс Бадені

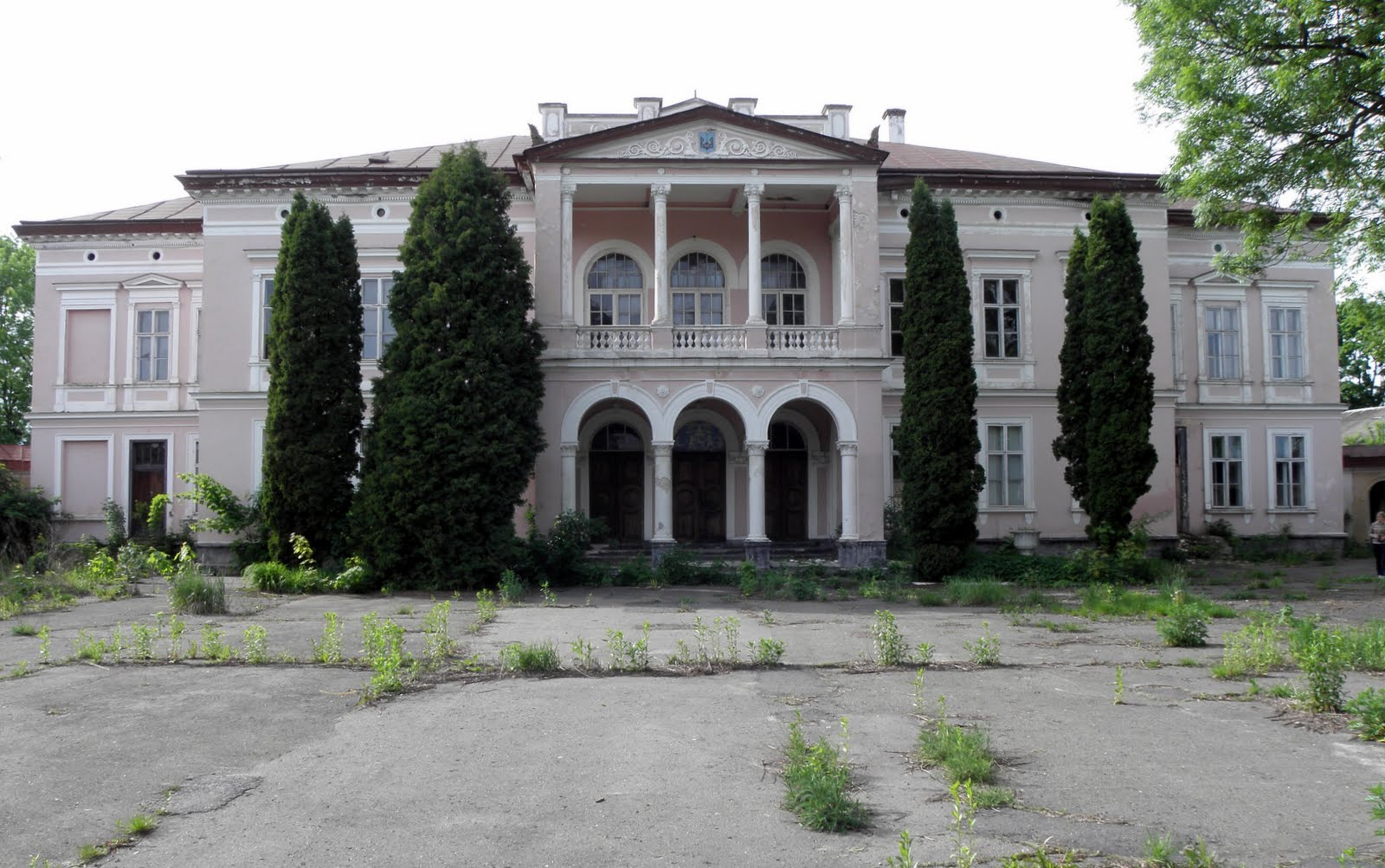
Буськ. Палац графа Бадені

Казимир Фелікс Баде́ні (Казімеж Фелікс Бадені, пол. Kazimierz Feliks Badeni; 14 жовтня 1846, Сурохів, нині Польща — 9 липня 1909, Красне  нині Львівська область, Україна) — шляхтич з роду Бадені, граф, австрійський державний діяч, польський поміщик, володів у Галичині 10 600 га землі. Доктор honoris causa Львівського університету (1896 рік).

## Життєпис
Закінчив гімназію святої Анни в Кракові, студії (1862—1867) в університеті Кракова. 26 жовтня 1867 року став доктором права. Після відставки зі служби від 1886 року мешкав у Буську.
Кар'єру почав послом Галицького крайового сейму. У 1888–1895 роках — намісник Галичини, за сприяння консервативного політика Юліяна Дунаєвского. У 1895—1897 роках — прем'єр Австро-Угорщини і міністр внутрішніх справ. Бадені був противником революцій і національно-визвольного руху.
1890 року уклав угоду з Олександром Барвінським, Юліаном Романчуком та іншими народовцями (так звана «нова ера») з метою стабілізувати українсько-польські відносини в краї ціною незначних поступок українцям, пообіцявши їм за підтримку урядової політики кілька депутатських місць у парламенті, дозвіл на викладання української мови в школах та інше. Зокрема, 17 жовтня 1890 року зустрівся з Костянтином Телішевським, 24 листопада — скликав прес-конференцію, на якій було підведено підсумки попередніх переговорів. Від українців участь брали Олександр Барвінський, Омелян Огоновський, Кость Левицький, Костянтин Телішевський, Корнило Мандичевський, митрополит Сильвестр Сембратович. В 1895 році Бадені блокував призначення Івана Франка на кафедру в Львівському університеті.
Маску «друга» українського народу Бадені скинув у 1897 році, коли за його наказом військо і поліція силою зброї розганяли мітинги і демонстрації проти реакційного виборчого закону, який позбавляв більшість трудящих виборчих прав. У 1897 році під час виборів у Галичині 10 осіб було вбито, 19 — важко поранено, 769 — арештовано. Ці криваві вибори увійшли в історію під назвою «баденівських», коли з 63 послів від Галичини було обрано лише 3 українців. Через протидію влади не був обраний на Збаражчині послом австрійського парламенту Іван Франко. Того ж року Бадені пішов у відставку і залишив політичну арену.
Існує думка, що українська громадськість несправедливо покладала на Бадені основну відповідальність за брутальні вибори до Галицького крайового сейму 1895, а особливо до австрійського парламенту 1897, хоча насправді за виборчі зловживання були відповідальні президент польського Центрального передвиборчого комітету для Східної Галичини граф Володимир Дідушицький і намісник Галичини князь Євстахій Станіслав Санґушко. Тема «баденівських виборів» була використана під час повалення коаліцією німецьких шовіністів, антисемітів та соціал-демократів уряду, очолюваного Бадені. Наслідком цього стало призначення 1898 року намісником Галичини представника подоляків графа Леона Пінінського, через що започаткована Казимиром Бадені програма широкомасштабних концесій на користь українців була фактично згорнута.
Помер раптово у вагоні потяга за кілька кілометрів до Буська, повертаючись з лікування у Карлсбаді. На похорон приїхало багато чеських депутатів, від їх імені мав промову Цекаловски. Був похований у родинному склепі Мірів-Бадені у Буську. Гробниця зруйнована у радянський час.